# Planet Earth (filme)
Planet Earth (bra Planeta Terra) é um telefilme estadunidense de 1974, do gênero ficção científica, dirigido por Marc Daniels.

## Concepção
A ideia para a série nasceu um ano depois que os executivos da CBS recusaram outro projeto de Gene Roddenberry para suceder à sua criação Star Trek: o Genesis II, cujo protagonista, Dylan Hunt (Alex Cord), ficava 154 anos em animação suspensa e despertava num mundo militarista pós-apocalíptico. Planet Earth tem o mesmo personagem (agora vivido por John Saxon), mas com algumas alterações na concepção — Hunt desperta num mundo dominado por mulheres. O projeto de telessérie também não vingou e foi abandonado.

## Enredo
No século 22, depois de uma grande catástrofe, a população da Terra se fragmentou em colônias isoladas. 

## Elenco
| Nome             | Personagem       |
| ---------------- | ---------------- |
| John Saxon       | Dylan Hunt       |
| Janet Margolin   | Harper-Smythe    |
| Ted Cassidy      | Isiah            |
| Christopher Cary | Baylok           |
| Diana Muldaur    | Marg             |
| Sally Kemp       | Treece           |
| Johana De Winter | Villar           |
| Claire Brennen   | Delba            |
| Corinne Camacho  | Bronta           |
| Majel Barrett    | Yuloff           |
| Jim Antonio      | Jonathan Connor  |
| Aron Kincaid     | Gorda            |
| John Quade       | Comandante Kreeg |
| Rai Tasco        | Pater Kimbridge  |
| Sue Dahlman      | Thetis           |
| Lew Brown        | Merlo            |
| Raymond Sutton   | Capitão Kreeg    |
| Joan Crosby      | Kyla             |
| James Bacon      | Partha           |
| Craig Hundley    | Harpista         |
| Robert McAndrew  | Primeiro Dink    |
| Bob Golden       | Segundo Dink     |
| Susan Page       | Garota pequena   |
| Patricia Smith   | Skylar           |